# Ciochina
Ciochina község és falu Ialomița megyében, Munténiában, Romániában. A hozzá tartozó település: Bordușelu, Orezu és Piersica.

## Fekvése
A megye középső részén található, a megyeszékhelytől, Sloboziatól, huszonöt kilométerre nyugatra, a Ialomița folyó két partján.

## Története
A 19. század közepén Ialomița megye Ialomița-Balta járásához tartozott és csupán a községközpontból állt, összesen 979 lakossal. A község területén ekkor két iskola működött. A mai község területén ekkoriban létezett egy másik község is, Bordușelele, mely Bordușelu Mare, Bordușelu Mic, Piersica és Orezi falvakból állt, összesen 1550 lakossal. Ezen községben már ekkor működött három iskola és három templom.
1925-ös évkönyv szerint mindkét község a Căzănești régió részét képezte, Ciochina 1201, Bordușelu pedig 2128 lakossal. Bordușelu Mic és Bordușelu Mare falvakat ekkor Bordușelu de Jos és Bordușelu de Sus néven említették. 1931-ben létrehozták Orezu községet is, Orezu és Piersica falvakból, melyek kiváltak Bordușelu községből. Ezen község léte viszont tiszavirág életű volt.
1950-ben a községek a Ialomițai régió Slobozia rajonjának voltak a részei, majd 1952-ben a Bukaresti régióhoz csatolták őket. 1968-ban Ciochina község Ialomița megye része lett, Bordușelu községet pedig megszüntették, falvait Ciochina község közigazgatási irányítása alá helyezték. Ugyancsak ekkor Bordușelu de Jos és Bordușelu de Sus falvak egyesítésével létrejött Bordușelu települése.

## Lakossága
| Nemzetiségek        | 2002 | 2002   |
| ------------------- | ---- | ------ |
| Románok             | 3550 | 98,58% |
| Romák               | 49   | 1,36%  |
| Csángók             | 1    | 0,02%  |
| Egyéb nemzetiségűek | 1    | 0,02%  |
| Összesen            | 3601 | 100,0% |